# Llista d'asteroides/187201-187300
| Nom      | Designació provisional | Data de descobriment   | Lloc de descobriment | Descobridor/s       |
| -------- | ---------------------- | ---------------------- | -------------------- | ------------------- |
| 187201 - | 2005 SG83              | 24 de setembre de 2005 | Kitt Peak            | Spacewatch          |
| 187202 - | 2005 SW84              | 24 de setembre de 2005 | Kitt Peak            | Spacewatch          |
| 187203 - | 2005 SB85              | 24 de setembre de 2005 | Kitt Peak            | Spacewatch          |
| 187204 - | 2005 SL89              | 24 de setembre de 2005 | Kitt Peak            | Spacewatch          |
| 187205 - | 2005 ST92              | 24 de setembre de 2005 | Kitt Peak            | Spacewatch          |
| 187206 - | 2005 SG95              | 25 de setembre de 2005 | Kitt Peak            | Spacewatch          |
| 187207 - | 2005 SR95              | 25 de setembre de 2005 | Kitt Peak            | Spacewatch          |
| 187208 - | 2005 SD96              | 25 de setembre de 2005 | Kitt Peak            | Spacewatch          |
| 187209 - | 2005 SH104             | 25 de setembre de 2005 | Kitt Peak            | Spacewatch          |
| 187210 - | 2005 SO105             | 25 de setembre de 2005 | Kitt Peak            | Spacewatch          |
| 187211 - | 2005 SS105             | 25 de setembre de 2005 | Palomar              | NEAT                |
| 187212 - | 2005 SY105             | 25 de setembre de 2005 | Kitt Peak            | Spacewatch          |
| 187213 - | 2005 SL110             | 26 de setembre de 2005 | Kitt Peak            | Spacewatch          |
| 187214 - | 2005 SD111             | 26 de setembre de 2005 | Kitt Peak            | Spacewatch          |
| 187215 - | 2005 SL111             | 26 de setembre de 2005 | Palomar              | NEAT                |
| 187216 - | 2005 SV111             | 26 de setembre de 2005 | Kitt Peak            | Spacewatch          |
| 187217 - | 2005 SU118             | 28 de setembre de 2005 | Palomar              | NEAT                |
| 187218 - | 2005 SY119             | 29 de setembre de 2005 | Kitt Peak            | Spacewatch          |
| 187219 - | 2005 SM125             | 29 de setembre de 2005 | Mount Lemmon         | Mount Lemmon Survey |
| 187220 - | 2005 SX129             | 29 de setembre de 2005 | Anderson Mesa        | LONEOS              |
| 187221 - | 2005 SP133             | 29 de setembre de 2005 | Kitt Peak            | Spacewatch          |
| 187222 - | 2005 SZ135             | 24 de setembre de 2005 | Kitt Peak            | Spacewatch          |
| 187223 - | 2005 SX139             | 25 de setembre de 2005 | Kitt Peak            | Spacewatch          |
| 187224 - | 2005 SS140             | 25 de setembre de 2005 | Kitt Peak            | Spacewatch          |
| 187225 - | 2005 SG141             | 25 de setembre de 2005 | Kitt Peak            | Spacewatch          |
| 187226 - | 2005 SH141             | 25 de setembre de 2005 | Kitt Peak            | Spacewatch          |
| 187227 - | 2005 SJ143             | 25 de setembre de 2005 | Kitt Peak            | Spacewatch          |
| 187228 - | 2005 SC144             | 25 de setembre de 2005 | Kitt Peak            | Spacewatch          |
| 187229 - | 2005 SB145             | 25 de setembre de 2005 | Kitt Peak            | Spacewatch          |
| 187230 - | 2005 SQ152             | 25 de setembre de 2005 | Palomar              | NEAT                |
| 187231 - | 2005 SR152             | 25 de setembre de 2005 | Palomar              | NEAT                |
| 187232 - | 2005 SN153             | 26 de setembre de 2005 | Catalina             | CSS                 |
| 187233 - | 2005 SC154             | 26 de setembre de 2005 | Kitt Peak            | Spacewatch          |
| 187234 - | 2005 SW154             | 26 de setembre de 2005 | Kitt Peak            | Spacewatch          |
| 187235 - | 2005 SE157             | 26 de setembre de 2005 | Kitt Peak            | Spacewatch          |
| 187236 - | 2005 SD160             | 27 de setembre de 2005 | Kitt Peak            | Spacewatch          |
| 187237 - | 2005 SJ160             | 27 de setembre de 2005 | Kitt Peak            | Spacewatch          |
| 187238 - | 2005 SH167             | 28 de setembre de 2005 | Palomar              | NEAT                |
| 187239 - | 2005 SR169             | 29 de setembre de 2005 | Kitt Peak            | Spacewatch          |
| 187240 - | 2005 SK180             | 29 de setembre de 2005 | Mount Lemmon         | Mount Lemmon Survey |
| 187241 - | 2005 SO180             | 29 de setembre de 2005 | Mount Lemmon         | Mount Lemmon Survey |
| 187242 - | 2005 SR180             | 29 de setembre de 2005 | Mount Lemmon         | Mount Lemmon Survey |
| 187243 - | 2005 SA184             | 29 de setembre de 2005 | Kitt Peak            | Spacewatch          |
| 187244 - | 2005 SO190             | 29 de setembre de 2005 | Anderson Mesa        | LONEOS              |
| 187245 - | 2005 SV190             | 29 de setembre de 2005 | Anderson Mesa        | LONEOS              |
| 187246 - | 2005 SU192             | 29 de setembre de 2005 | Catalina             | CSS                 |
| 187247 - | 2005 SA195             | 30 de setembre de 2005 | Kitt Peak            | Spacewatch          |
| 187248 - | 2005 SS210             | 30 de setembre de 2005 | Palomar              | NEAT                |
| 187249 - | 2005 SS219             | 30 de setembre de 2005 | Palomar              | NEAT                |
| 187250 - | 2005 SQ221             | 30 de setembre de 2005 | Catalina             | CSS                 |
| 187251 - | 2005 ST225             | 30 de setembre de 2005 | Kitt Peak            | Spacewatch          |
| 187252 - | 2005 SA229             | 30 de setembre de 2005 | Mount Lemmon         | Mount Lemmon Survey |
| 187253 - | 2005 SG235             | 29 de setembre de 2005 | Mount Lemmon         | Mount Lemmon Survey |
| 187254 - | 2005 SL237             | 29 de setembre de 2005 | Kitt Peak            | Spacewatch          |
| 187255 - | 2005 SD248             | 30 de setembre de 2005 | Kitt Peak            | Spacewatch          |
| 187256 - | 2005 SG248             | 30 de setembre de 2005 | Palomar              | NEAT                |
| 187257 - | 2005 SX250             | 23 de setembre de 2005 | Kitt Peak            | Spacewatch          |
| 187258 - | 2005 SF259             | 24 de setembre de 2005 | Anderson Mesa        | LONEOS              |
| 187259 - | 2005 SK278             | 24 de setembre de 2005 | Kitt Peak            | Spacewatch          |
| 187260 - | 2005 SH279             | 30 de setembre de 2005 | Mount Lemmon         | Mount Lemmon Survey |
| 187261 - | 2005 SM279             | 23 de setembre de 2005 | Kitt Peak            | Spacewatch          |
| 187262 - | 2005 SW281             | 26 de setembre de 2005 | Kitt Peak            | Spacewatch          |
| 187263 - | 2005 TH1               | 1 d'octubre de 2005    | Catalina             | CSS                 |
| 187264 - | 2005 TQ3               | 1 d'octubre de 2005    | Anderson Mesa        | LONEOS              |
| 187265 - | 2005 TS9               | 1 d'octubre de 2005    | Mount Lemmon         | Mount Lemmon Survey |
| 187266 - | 2005 TO21              | 1 d'octubre de 2005    | Kitt Peak            | Spacewatch          |
| 187267 - | 2005 TA32              | 1 d'octubre de 2005    | Kitt Peak            | Spacewatch          |
| 187268 - | 2005 TH32              | 1 d'octubre de 2005    | Socorro              | LINEAR              |
| 187269 - | 2005 TN33              | 1 d'octubre de 2005    | Kitt Peak            | Spacewatch          |
| 187270 - | 2005 TT34              | 1 d'octubre de 2005    | Kitt Peak            | Spacewatch          |
| 187271 - | 2005 TU40              | 1 d'octubre de 2005    | Anderson Mesa        | LONEOS              |
| 187272 - | 2005 TV43              | 5 d'octubre de 2005    | Socorro              | LINEAR              |
| 187273 - | 2005 TJ45              | 5 d'octubre de 2005    | Socorro              | LINEAR              |
| 187274 - | 2005 TV45              | 7 d'octubre de 2005    | Reedy Creek          | J. Broughton        |
| 187275 - | 2005 TZ46              | 3 d'octubre de 2005    | Catalina             | CSS                 |
| 187276 - | 2005 TM48              | 8 d'octubre de 2005    | Moletai              | MAO                 |
| 187277 - | 2005 TA53              | 1 d'octubre de 2005    | Anderson Mesa        | LONEOS              |
| 187278 - | 2005 TK55              | 5 d'octubre de 2005    | Socorro              | LINEAR              |
| 187279 - | 2005 TE57              | 1 d'octubre de 2005    | Mount Lemmon         | Mount Lemmon Survey |
| 187280 - | 2005 TS57              | 1 d'octubre de 2005    | Mount Lemmon         | Mount Lemmon Survey |
| 187281 - | 2005 TK59              | 1 d'octubre de 2005    | Mount Lemmon         | Mount Lemmon Survey |
| 187282 - | 2005 TH62              | 4 d'octubre de 2005    | Mount Lemmon         | Mount Lemmon Survey |
| 187283 - | 2005 TC66              | 3 d'octubre de 2005    | Catalina             | CSS                 |
| 187284 - | 2005 TT68              | 6 d'octubre de 2005    | Kitt Peak            | Spacewatch          |
| 187285 - | 2005 TS72              | 5 d'octubre de 2005    | Catalina             | CSS                 |
| 187286 - | 2005 TU72              | 5 d'octubre de 2005    | Catalina             | CSS                 |
| 187287 - | 2005 TZ73              | 7 d'octubre de 2005    | Anderson Mesa        | LONEOS              |
| 187288 - | 2005 TY88              | 5 d'octubre de 2005    | Mount Lemmon         | Mount Lemmon Survey |
| 187289 - | 2005 TO91              | 6 d'octubre de 2005    | Mount Lemmon         | Mount Lemmon Survey |
| 187290 - | 2005 TW99              | 7 d'octubre de 2005    | Socorro              | LINEAR              |
| 187291 - | 2005 TY99              | 7 d'octubre de 2005    | Socorro              | LINEAR              |
| 187292 - | 2005 TC101             | 7 d'octubre de 2005    | Catalina             | CSS                 |
| 187293 - | 2005 TV121             | 7 d'octubre de 2005    | Kitt Peak            | Spacewatch          |
| 187294 - | 2005 TJ126             | 7 d'octubre de 2005    | Kitt Peak            | Spacewatch          |
| 187295 - | 2005 TF132             | 7 d'octubre de 2005    | Kitt Peak            | Spacewatch          |
| 187296 - | 2005 TV139             | 8 d'octubre de 2005    | Kitt Peak            | Spacewatch          |
| 187297 - | 2005 TE142             | 8 d'octubre de 2005    | Kitt Peak            | Spacewatch          |
| 187298 - | 2005 TV142             | 8 d'octubre de 2005    | Kitt Peak            | Spacewatch          |
| 187299 - | 2005 TY151             | 10 d'octubre de 2005   | Kitt Peak            | Spacewatch          |
| 187300 - | 2005 TX156             | 9 d'octubre de 2005    | Kitt Peak            | Spacewatch          |